# Weezer/Diskografie
Diese Diskografie ist eine Übersicht über die musikalischen Werke der US-amerikanischen Alternative-Rock-Band Weezer. Den Quellenangaben und Schallplattenauszeichnungen zufolge hat sie bisher mehr als 42,3 Millionen Tonträger verkauft, davon alleine in ihrem Heimatland über 31 Millionen. Ihre erfolgreichste Veröffentlichung ist das Album Weezer (The Blue Album) mit mehr als 6,7 Millionen verkauften Einheiten.

## Alben

### Studioalben
| Jahr | Titel Musiklabel                                             | Höchstplatzierung, Gesamtwochen, AuszeichnungChartplatzierungen (Jahr, Titel, Musiklabel, Platzierungen, Wochen, Auszeichnungen, Anmerkungen) | Höchstplatzierung, Gesamtwochen, AuszeichnungChartplatzierungen (Jahr, Titel, Musiklabel, Platzierungen, Wochen, Auszeichnungen, Anmerkungen) | Höchstplatzierung, Gesamtwochen, AuszeichnungChartplatzierungen (Jahr, Titel, Musiklabel, Platzierungen, Wochen, Auszeichnungen, Anmerkungen) | Höchstplatzierung, Gesamtwochen, AuszeichnungChartplatzierungen (Jahr, Titel, Musiklabel, Platzierungen, Wochen, Auszeichnungen, Anmerkungen) | Höchstplatzierung, Gesamtwochen, AuszeichnungChartplatzierungen (Jahr, Titel, Musiklabel, Platzierungen, Wochen, Auszeichnungen, Anmerkungen) | Anmerkungen                                                    |
| Jahr | Titel Musiklabel                                             | DE | AT | CH | UK | US | Anmerkungen                                                    |
| ---- | ------------------------------------------------------------ | --- | --- | --- | --- | --- | -------------------------------------------------------------- |
| 1994 | Weezer (The Blue Album) Geffen Records (BMG)                 | DE61 (10 Wo.)DE | AT47 (3 Wo.)AT | — | UK23 Gold · (21 Wo.)UK | US16 ×5Fünffachplatin · (83 Wo.)US | Erstveröffentlichung: 10. Mai 1994 Verkäufe: + 6.750.000       |
| 1996 | Pinkerton Geffen Records (BMG)                               | DE65 (10 Wo.)DE | AT41 (3 Wo.)AT | — | UK43 Silber · (2 Wo.)UK | US19 Platin · (17 Wo.)US | Erstveröffentlichung: 24. September 1996 Verkäufe: + 1.600.000 |
| 2001 | Weezer (The Green Album) Geffen Records (UMG)                | DE21 (11 Wo.)DE | AT15 (12 Wo.)AT | — | UK31 Gold · (8 Wo.)UK | US4 Platin · (36 Wo.)US | Erstveröffentlichung: 15. Mai 2001 Verkäufe: + 3.600.000       |
| 2002 | Maladroit Geffen Records (UMG)                               | DE29 (5 Wo.)DE | AT22 (4 Wo.)AT | CH44 (5 Wo.)CH | UK16 Silber · (3 Wo.)UK | US3 Gold · (19 Wo.)US | Erstveröffentlichung: 14. Mai 2002 Verkäufe: + 900.000         |
| 2005 | Make Believe Geffen Records (UMG)                            | DE32 (4 Wo.)DE | AT17 (8 Wo.)AT | CH58 (3 Wo.)CH | UK11 (4 Wo.)UK | US2 Platin · (47 Wo.)US | Erstveröffentlichung: 10. Mai 2005 Verkäufe: + 3.750.000       |
| 2008 | Weezer (The Red Album) Interscope Records (UMG)              | DE60 (3 Wo.)DE | AT39 (5 Wo.)AT | — | UK21 (3 Wo.)UK | US4 (23 Wo.)US | Erstveröffentlichung: 3. Juni 2008 Verkäufe: + 625.000         |
| 2009 | Raditude Interscope Records (UMG)                            | DE94 (1 Wo.)DE | — | — | UK80 (1 Wo.)UK | US7 (13 Wo.)US | Erstveröffentlichung: 27. Oktober 2009 Verkäufe: + 110.000     |
| 2010 | Hurley Epitaph Records (E.O. Smith Music)                    | DE63 (1 Wo.)DE | — | CH87 (1 Wo.)CH | UK49 (1 Wo.)UK | US6 (8 Wo.)US | Erstveröffentlichung: 14. September 2010 Verkäufe: + 175.000   |
| 2014 | Everything Will Be Alright in the End Republic Records (UMG) | DE95 (1 Wo.)DE | — | CH57 (1 Wo.)CH | UK37 (1 Wo.)UK | US5 (6 Wo.)US | Erstveröffentlichung: 7. Oktober 2014                          |
| 2016 | Weezer (The White Album) Crush Music (WMG)                   | DE51 (1 Wo.)DE | AT51 (1 Wo.)AT | CH39 (1 Wo.)CH | UK24 (2 Wo.)UK | US4 (6 Wo.)US | Erstveröffentlichung: 1. April 2016                            |
| 2017 | Pacific Daydream Crush Music (WMG)                           | — | — | — | UK68 (1 Wo.)UK | US23 (2 Wo.)US | Erstveröffentlichung: 27. Oktober 2017                         |
| 2019 | Weezer (The Teal Album) Crush Music (WMG)                    | — | — | — | UK60 (1 Wo.)UK | US5 (9 Wo.)US | Erstveröffentlichung: 24. Januar 2019 Coveralbum               |
| 2019 | Weezer (The Black Album) Crush Music (WMG)                   | DE96 (1 Wo.)DE | — | CH82 (1 Wo.)CH | UK73 (1 Wo.)UK | US19 (1 Wo.)US | Erstveröffentlichung: 1. März 2019                             |
| 2021 | OK Human Crush Music (WMG)                                   | DE35 (1 Wo.)DE | — | CH32 (1 Wo.)CH | UK91 (1 Wo.)UK | US41 (1 Wo.)US | Erstveröffentlichung: 29. Januar 2021                          |
| 2021 | Van Weezer Crush Music (WMG)                                 | DE25 (1 Wo.)DE | AT26 (1 Wo.)AT | CH40 (1 Wo.)CH | UK30 (1 Wo.)UK | US11 (1 Wo.)US | Erstveröffentlichung: 7. Mai 2021                              |

### Kompilationen
| Jahr | Titel Musiklabel                          | Höchstplatzierung, Gesamtwochen, AuszeichnungChartplatzierungen (Jahr, Titel, Musiklabel, Platzierungen, Wochen, Auszeichnungen, Anmerkungen) | Höchstplatzierung, Gesamtwochen, AuszeichnungChartplatzierungen (Jahr, Titel, Musiklabel, Platzierungen, Wochen, Auszeichnungen, Anmerkungen) | Höchstplatzierung, Gesamtwochen, AuszeichnungChartplatzierungen (Jahr, Titel, Musiklabel, Platzierungen, Wochen, Auszeichnungen, Anmerkungen) | Höchstplatzierung, Gesamtwochen, AuszeichnungChartplatzierungen (Jahr, Titel, Musiklabel, Platzierungen, Wochen, Auszeichnungen, Anmerkungen) | Höchstplatzierung, Gesamtwochen, AuszeichnungChartplatzierungen (Jahr, Titel, Musiklabel, Platzierungen, Wochen, Auszeichnungen, Anmerkungen) | Anmerkungen                                               |
| Jahr | Titel Musiklabel                          | DE | AT | CH | UK | US | Anmerkungen                                               |
| ---- | ----------------------------------------- | --- | --- | --- | --- | --- | --------------------------------------------------------- |
| 2010 | Death to False Metal Geffen Records (UMG) | — | — | — | — | US48 (1 Wo.)US | Erstveröffentlichung: 2. November 2010 Verkäufe: + 95.000 |

### EPs
- 1997: The Good Life OZ EP
- 2000: Christmas EP
- 2002: The Lion And The Witch
- 2005: Winter Weezerland
- 2008: Six Hits
- 2008: Christmas with Weezer
- 2010: … Happy Record Store Day!
- 2022: SZNZ: Spring
- 2022: SZNZ: Summer
- 2022: SZNZ: Autumn
- 2022: SZNZ: Winter

## Singles
| Jahr | Titel Album                                                   | Höchstplatzierung, Gesamtwochen, AuszeichnungChartplatzierungen (Jahr, Titel, Album, Platzierungen, Wochen, Auszeichnungen, Anmerkungen) | Höchstplatzierung, Gesamtwochen, AuszeichnungChartplatzierungen (Jahr, Titel, Album, Platzierungen, Wochen, Auszeichnungen, Anmerkungen) | Höchstplatzierung, Gesamtwochen, AuszeichnungChartplatzierungen (Jahr, Titel, Album, Platzierungen, Wochen, Auszeichnungen, Anmerkungen) | Höchstplatzierung, Gesamtwochen, AuszeichnungChartplatzierungen (Jahr, Titel, Album, Platzierungen, Wochen, Auszeichnungen, Anmerkungen) | Höchstplatzierung, Gesamtwochen, AuszeichnungChartplatzierungen (Jahr, Titel, Album, Platzierungen, Wochen, Auszeichnungen, Anmerkungen) | Anmerkungen                                                   |
| Jahr | Titel Album                                                   | DE | AT | CH | UK | US | Anmerkungen                                                   |
| ---- | ------------------------------------------------------------- | --- | --- | --- | --- | --- | ------------------------------------------------------------- |
| 1994 | Undone – The Sweater Song Weezer (The Blue Album)             | — | — | — | UK35 (2 Wo.)UK | US— ×2DoppelplatinUS | Erstveröffentlichung: 24. Juni 1994 Verkäufe: + 2.000.000     |
| 1994 | Buddy Holly Weezer (The Blue Album)                           | — | — | — | UK12 Platin · (7 Wo.)UK | US57 ×3Dreifachplatin · (16 Wo.)US | Erstveröffentlichung: 7. September 1994 Verkäufe: + 3.600.000 |
| 1995 | Say It Ain’t So Weezer (The Blue Album)                       | — | — | — | UK37 Gold · (2 Wo.)UK | US— ×5FünffachplatinUS | Erstveröffentlichung: 13. Juli 1995 Verkäufe: + 5.460.000     |
| 1996 | El scorcho Pinkerton                                          | — | — | — | UK50 (2 Wo.)UK | — | Erstveröffentlichung: 21. September 1996                      |
| 2001 | Hash Pipe Weezer (The Green Album)                            | — | — | — | UK21 Silber · (3 Wo.)UK | US— PlatinUS | Erstveröffentlichung: 24. Juni 2001 Verkäufe: + 1.000.000     |
| 2001 | Island in the Sun Weezer (The Green Album)                    | — | — | — | UK31 Platin · (2 Wo.)UK | US— ×4VierfachplatinUS | Erstveröffentlichung: 28. August 2001 Verkäufe: + 4.970.000   |
| 2002 | Keep Fishin’ Maladroit                                        | — | — | — | UK29 (2 Wo.)UK | — | Erstveröffentlichung: 20. September 2002                      |
| 2005 | Beverly Hills Make Believe                                    | DE97 (1 Wo.)DE | AT50 (3 Wo.)AT | — | UK9 Silber · (9 Wo.)UK | US10 ×3Dreifachplatin · (43 Wo.)US | Erstveröffentlichung: 29. März 2005 Verkäufe: + 3.200.000     |
| 2005 | We Are All on Drugs Make Believe                              | — | — | — | UK47 (2 Wo.)UK | — | Erstveröffentlichung: 1. August 2005                          |
| 2006 | Perfect Situation Make Believe                                | — | — | — | — | US51 Gold · (17 Wo.)US | Erstveröffentlichung: ?. Dezember 2005 Verkäufe: + 500.000    |
| 2008 | Pork and Beans Weezer (The Red Album)                         | — | — | — | UK33 (5 Wo.)UK | US64 Platin · (11 Wo.)US | Erstveröffentlichung: 16. Juni 2008                           |
| 2009 | (If You’re Wondering If I Want You to) I Want You to Raditude | — | — | — | — | US81 Gold · (8 Wo.)US | Erstveröffentlichung: 18. August 2009 Verkäufe: + 500.000     |
| 2018 | Africa Weezer (The Teal Album)                                | — | — | — | — | US51 Platin · (15 Wo.)US | Erstveröffentlichung: 29. Mai 2018 Verkäufe: + 1.000.000      |

Weitere Singles
- 1996: The Good Life
- 1997: Pink Triangle
- 2001: Photograph
- 2002: Dope Nose
- 2006: This Is Such a Pity
- 2008: Troublemaker a (US: Gold)
- 2010: I’m Your Daddy
- 2010: Represent
- 2010: Memories
- 2011: Hang On
- 2014: Back to the Shack
- 2014: Cleopatra
- 2014: Da Vinci
- 2015: Thank God for Girls
- 2015: Do You Wanna Get High?
- 2016: King of the World
- 2017: Last Days of Summer
- 2017: Feels Like Summer (US: Gold)
- 2017: Happy Hour
- 2018: California Snow
- 2018: Can’t Knock the Hustle
- 2018: Zombie Bastards
- 2019: High as a Kite
- 2019: Living in L.A.
- 2019: The End of the Game
- 2020: Hero
- 2021: All My Favorite Songs
- 2021: Grapes of Wrath
- 2021: I Need Some of That
- 2021: Tell Me What You Want
- 2022: A Little Bit of Love
- 2022: Records

## Videoalben
| Jahr | Titel                | Höchstplatzierung, Gesamtwochen, AuszeichnungChartplatzierungen (Jahr, Titel, Platzierungen, Wochen, Auszeichnungen, Anmerkungen) | Höchstplatzierung, Gesamtwochen, AuszeichnungChartplatzierungen (Jahr, Titel, Platzierungen, Wochen, Auszeichnungen, Anmerkungen) | Höchstplatzierung, Gesamtwochen, AuszeichnungChartplatzierungen (Jahr, Titel, Platzierungen, Wochen, Auszeichnungen, Anmerkungen) | Höchstplatzierung, Gesamtwochen, AuszeichnungChartplatzierungen (Jahr, Titel, Platzierungen, Wochen, Auszeichnungen, Anmerkungen) | Höchstplatzierung, Gesamtwochen, AuszeichnungChartplatzierungen (Jahr, Titel, Platzierungen, Wochen, Auszeichnungen, Anmerkungen) | Anmerkungen                                            |
| Jahr | Titel                | DE | AT | CH | UK | US | Anmerkungen                                            |
| ---- | -------------------- | --- | --- | --- | --- | --- | ------------------------------------------------------ |
| 2004 | Video Capture Device | — | — | — | UK13 (3 Wo.)UK | US— GoldUS | Erstveröffentlichung: 23. März 2004 Verkäufe: + 50.000 |

## Sonderveröffentlichungen
Samplerbeiträge
- 2021: Enter Sandman auf The Metallica Blacklist

## Statistik

### Chartauswertung
|                     | DE     | AT    | CH    | UK     | US     |
| ------------------- | ------ | ----- | ----- | ------ | ------ |
| Nummer-eins-Alben   | DE—DE  | AT—AT | CH—CH | UK—UK  | US—US  |
| Top-10-Alben        | DE—DE  | AT—AT | CH—CH | UK—UK  | US9US  |
| Alben in den Charts | DE13DE | AT8AT | CH8CH | UK15UK | US16US |

|                       | DE    | AT    | CH    | UK     | US    |
| --------------------- | ----- | ----- | ----- | ------ | ----- |
| Nummer-eins-Singles   | DE—DE | AT—AT | CH—CH | UK—UK  | US—US |
| Top-10-Singles        | DE—DE | AT—AT | CH—CH | UK1UK  | US1US |
| Singles in den Charts | DE1DE | AT1AT | CH—CH | UK10UK | US6US |

|                          | DE    | AT    | CH    | UK    | US    |
| ------------------------ | ----- | ----- | ----- | ----- | ----- |
| Nummer-eins-Videoalben   | DE—DE | AT—AT | CH—CH | UK—UK | US—US |
| Top-10-Videoalben        | DE—DE | AT—AT | CH—CH | UK—UK | US—US |
| Videoalben in den Charts | DE—DE | AT—AT | CH—CH | UK1UK | US—US |

### Auszeichnungen für Musikverkäufe
| Goldene Schallplatte - Italien - 2024: für die Single Island in the Sun - Japan - 2001: für das Album Weezer (The Green Album) - 2006: für das Album Make Believe - Kanada - 1996: für das Album Pinkerton - Neuseeland - 2001: für das Album Weezer (The Green Album) - Spanien - 2024: für die Single Island in the Sun - Vereinigte Staaten - 2024: für das Lied My Name is Jonas | Platin-Schallplatte - Dänemark - 2021: für das Album Weezer (The Blue Album) - Kanada - 2001: für das Album Weezer (The Green Album) - 2005: für das Album Make Believe 2× Platin-Schallplatte - Neuseeland - 1996: für das Album Weezer (The Blue Album) - 2023: für die Single Say It Ain’t So 3× Platin-Schallplatte - Kanada - 2024: für das Album Weezer (The Blue Album) - Neuseeland - 2024: für die Single Island in the Sun |

Anmerkung: Auszeichnungen in Ländern aus den Charttabellen bzw. Chartboxen sind in ebendiesen zu finden.
| Land/RegionAuszeichnungen für Musikverkäufe (Land/Region, Auszeichnungen, Verkäufe, Quellen) | Silber     | Gold       | Platin       | Verkäufe   | Quellen             |
| -------------------------------------------------------------------------------------------- | ---------- | ---------- | ------------ | ---------- | ------------------- |
| Dänemark (IFPI)                                                                              | —          | —          | Platin1      | 20.000     | ifpi.dk             |
| Italien (FIMI)                                                                               | —          | Gold1      | —            | 50.000     | fimi.it             |
| Japan (RIAJ)                                                                                 | —          | 2× Gold2   | —            | 200.000    | riaj.or.jp          |
| Kanada (MC)                                                                                  | —          | Gold1      | 5× Platin5   | 550.000    | musiccanada.com     |
| Neuseeland (RMNZ)                                                                            | —          | Gold1      | 6× Platin6   | 172.500    | radioscope.co.nz    |
| Spanien (Promusicae)                                                                         | —          | Gold1      | —            | 30.000     | elportaldemusica.es |
| Vereinigte Staaten (RIAA)                                                                    | —          | 7× Gold7   | 28× Platin28 | 31.050.000 | riaa.com            |
| Vereinigtes Königreich (BPI)                                                                 | 4× Silber4 | 3× Gold3   | 2× Platin2   | 2.320.000  | bpi.co.uk           |
| Insgesamt                                                                                    | 4× Silber4 | 16× Gold16 | 42× Platin42 |            |                     |